# روبرت كونيغ (كاتب)
روبرت كونيغ (بالإنجليزية: Robert Koenig)‏ هو كاتب سيناريو ومنتج أفلام وكاتب ومخرج أمريكي، ولد في 9 يوليو 1975 في هونيسدال في الولايات المتحدة.

## وصلات خارجية
- روبرت كونيغ على موقع IMDb (الإنجليزية)
- روبرت كونيغ على موقع قاعدة بيانات الفيلم (الإنجليزية)